# Leo Picard (Geologe)

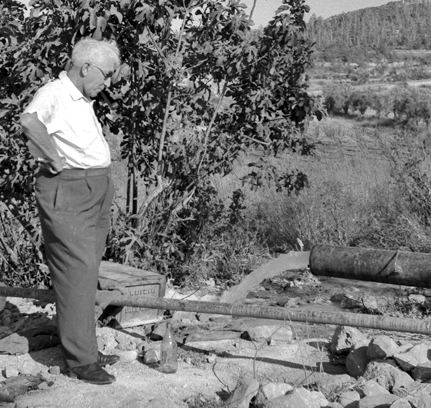
Picard um 1964 an einer Wasserbohrung nahe Jerusalem

Yehuda Leo Picard (* 3. Juni 1900 in Wangen am Untersee; † 4. April 1997 im Kibbutz Ginegar)  war ein deutsch-israelischer Geologe.

## Leben
Picard besuchte die Oberrealschule Konstanz, wurde 1923 an der Albert-Ludwigs-Universität Freiburg promoviert, wanderte 1924 nach Palästina aus als Teil der zionistischen Bewegung und war 1925 bis 1933 Assistent an der Hebräischen Universität Jerusalem, wo er die Fakultät für Geologie gründete, die er aus kleinsten Anfängen und anfangs mit wenig Mitteln ausgestattet aufbauen musste. 1930 erhielt er den Dr. Sci. an der Universität London, wurde 1934 Dozent und 1937 Professor für Geologie in Jerusalem. 1950 bis 1954 war er Direktor des Geological Survey in Israel.
Er befasste sich insbesondere mit Geologie und speziell Hydrogeologie von Israel (und war auf diesem Gebiet auch international als Berater in Afrika und Südamerika tätig im Rahmen der UNESCO) und befasste sich mit der Graben-Tektonik am Toten Meer. Letzteres geschah schon in Zusammenhang mit seinen geologischen Erkundungen der Gegend um Jericho, veröffentlicht 1931 (Geological researches in the Judean Desert). Der bekannte Geologe John Walter Gregory (1864–1932) schrieb ein anerkennendes Vorwort, da Picard die von Gregory, Eduard Suess und anderen vertretene These einer Entstehung des Grabenbruchs längs des Jordantals durch Dehnung der Erdkruste stützte, während 1928 der Geologe Bailey Willis (1857–1949) die These vertrat, die Hochländer rechts und links des Grabenbruchs wären angehoben worden.
1958 erhielt er den Israel-Preis. 1951 bis 1953 war er erster Präsident der israelischen geologischen Gesellschaft. 1961 wurde er zum Mitglied der Israelischen Akademie der Wissenschaften gewählt.

## Schriften
- Geological researches in the Judean Desert, Jerusalem 1931
- mit Paul Solomonica: On the geology of the Gaza-Beersheba district, Jerusalem : The Geological Department, Hebrew University, 1936.
- mit M. Avnimelech: On the geology of the central coastal plain, Bulletin of the Geological Department, Hebrew University, series 1, 4, 1937
- On the geology of New Jerusalem (with two sections), Bulletin of the Geological Department, Hebrew University, vol. 1, no.1, 1938
- The Precambrian of the North Arabian-Nubian Massif : with special emphasis upon Africa, Bulletin of the Geological Department, Hebrew University, vol. 3, no. 3-4, 1941
- New Cambrian fossils and Paleozoic problematica from the Dead Sea and Arabia, Bulletin of the Geological Department, Hebrew University, vol. 4, no. 1, 1942
- Structure and evolution of Palestine, with comparative notes on neighboring countries, Bulletin of the Geological Department, Hebrew University, Jerusalem, Vol. 4, No. 2-4, 1943
- Vom Bodensee nach Erez Israel. Pionierarbeit für Geologie und Grundwasser seit 1924. Herausgegeben von Erhard Roy Wiehn. Konstanz: Hartung-Gorre Verlag 1996[4]
- Israel, geological map 1:250 000, Survey of Israel 1965